# Algeriz (Valpaços)
Algeriz (designação oficial) ou Argeriz (uso popular) é uma povoação portuguesa sede da Freguesia de Algeriz do Município de Valpaços, freguesia com 20,91 km² de área e 502 habitantes (censo de 2021), tendo, por isso, uma densidade populacional de 24 hab./km².

## Demografia
A população registada nos censos foi:
| Distribuição da População por Grupos Etários | Distribuição da População por Grupos Etários | Distribuição da População por Grupos Etários | Distribuição da População por Grupos Etários | Distribuição da População por Grupos Etários |
| -------------------------------------------- | -------------------------------------------- | -------------------------------------------- | -------------------------------------------- | -------------------------------------------- |
| Ano                                          | 0-14 Anos                                    | 15-24 Anos                                   | 25-64 Anos                                   | > 65 Anos                                    |
| 2001                                         | 104                                          | 97                                           | 357                                          | 172                                          |
| 2011                                         | 47                                           | 46                                           | 265                                          | 212                                          |
| 2021                                         | 29                                           | 30                                           | 204                                          | 239                                          |

## Património
- Santuário rupestre de Argeriz ou Pias dos Mouros
- Castro de Ribas ou Alto da Cerca

## Povoações
- Algeriz
- Midões
- Pereiro
- Ribas
- Vale de Espinho